# Aïsha Kandisha
Aïcha Kandisha (en arabe : عيشة قنديشة, ʿĀʾisha Qandīsha) est une créature du folklore maghrebin proche des succubes, séduisant les hommes solitaires afin de coucher avec eux avant de les manger. Son surnom Kandisha pourrait venir du portugais condessa (« comtesse ») (kandisha où kadissa en arabe قديسة) , ou de l'hébreu qadesha (désignant les prostituées sacrées). Aïcha Kandisha serait d'origine cananéenne, elle aurait peut-être en lien avec Astarté, déesse de la fertilité.
Certains faqihs considèrent Aïcha Kandicha et Um-Ṣabyān (Oum al-Sibyan)  comme les deux noms d'une seule et même djinniya[réf. nécessaire].
Dans le passé, cette dernière ressemblait beaucoup à la Lilith des traditions juive et chrétienne.
Djinn, elle aurait ses tanières près des cours d'eau et zones humides, d'où l’appellation Aïcha Molat el-Marja (« Aïcha [la dame] des marais »). Personnage ambigu, certains cultes populaires en font une djinn-marabout bienveillante sous le nom de Lalla Aïcha (en arabe : لالة عيشة).

## Légende
Les origines de Lalla Aïcha sont différentes selon les versions (berbère, portugaise, soudanaise). Selon la version marocaine, elle serait une femme originaire d'El Jadida. Aïcha Kandisha a une beauté sans pareille, elle cache sous des étoffes ses seins pendants et ses pieds de chèvre ou de mule. Au XVIe siècle, elle combat l'envahisseur portugais au Maroc en séduisant des soldats qui sont tués par des complices. En représailles, les Portugais tuent son fiancé, ainsi que sa famille selon les versions. Devenue folle, elle s'enfuit et erre depuis dans la forêt. La rumeur court qu'elle dévore les jeunes hommes, ou détourne les maris de leurs épouses avant de les manger.

## Historique

### Origines

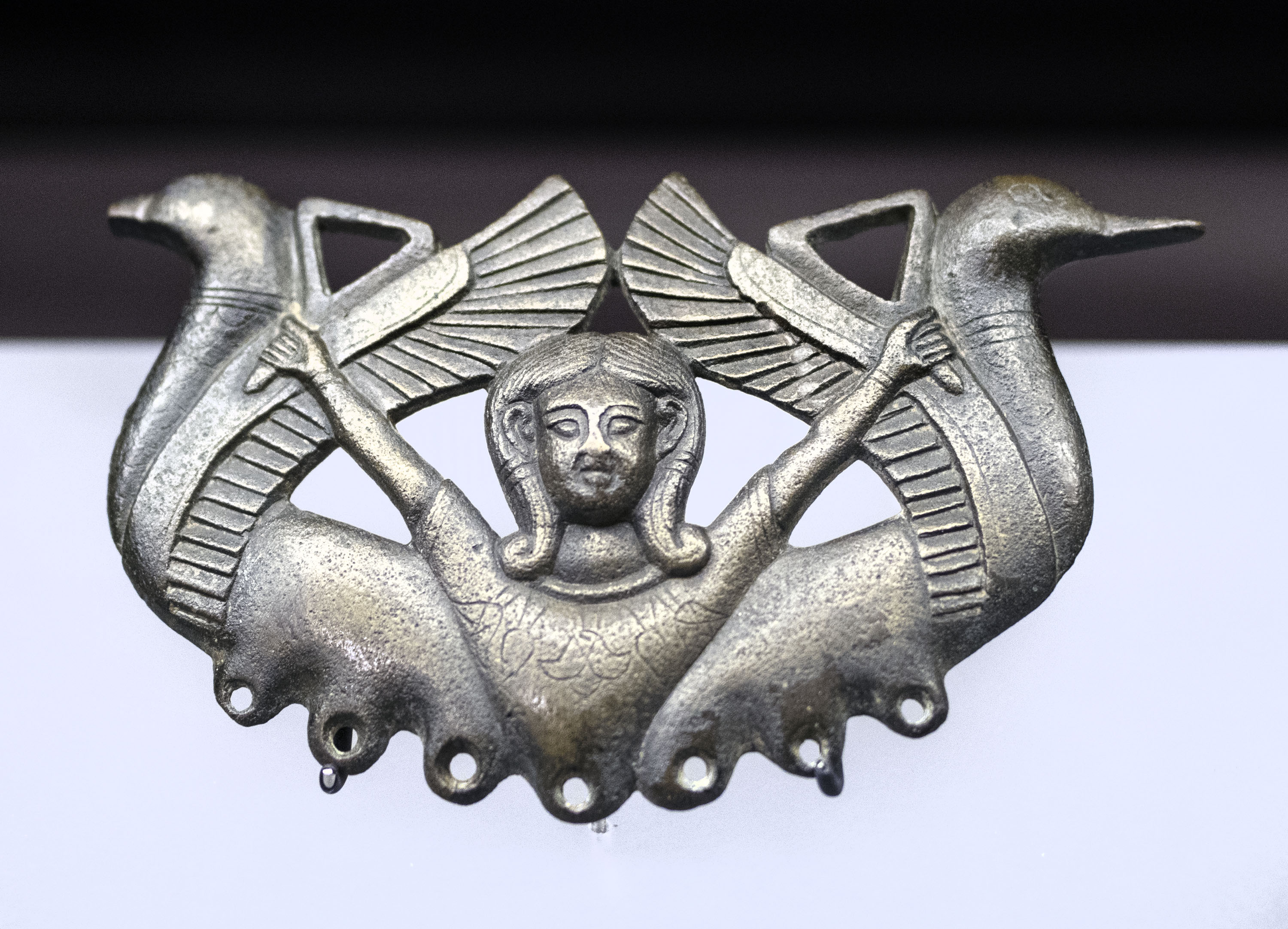
Fragment de broche avec une représentation de la déesse Astarté, VIIe siècle av. J.-C., Séville. Photo de José Luiz Bernardes Ribeiro, 2013.

Avant d'être écrite, la légende est transmise par la tradition orale. Si la légende d'Aïcha Kandisha est inspirée d'un personnage historique est épineux à déterminer, la tradition l'a transformée en une sirène-ogresse, une croque-mitaine à la sexualité insatiable. L'histoire et le nom d'Aïcha Kandisha est toujours raconté pour provoquer la crainte chez les petits enfants. Elle est un symbole dans l'imaginaire marocain du fantasme, du danger, de la nuit et de la sexualité.
Kandisha (ou Kendicha, Quendicha, Qandisha, Qondicha…) est couramment considéré comme une corruption linguistique du portugais condessa (« comtesse »). En 1926, Edward Westermarck attribue plutôt à Aïcha Kandisha une origine plus ancienne et cananéenne : le comparant à l'hébreu qadesha (« sainte, sacrée »), désignant les prostituées sacrées, Westermarck suppose qu'elle était une ancienne déesse de la fertilité, telle qu'Astarté par syncrétisme. E. Westermarck pense identifier le djinn Hammou Qiyou (parfois mari d'Aïcha Kandisha) comme une survivance du dieu carthaginois Hammon. En 1991, Viviana Pâques suggère qu'Aïcha Kandisha est primitivement une djinn juive.

## Culte

### Dénominations
En fonction des lieux et des époques, outre Aïcha Kandisha et Lalla Aïcha, la djinn possède plusieurs titres :
- Aïcha Molat el-Marja (« Aïcha [la dame] des marais ») ;
- Aïcha Molat laqraqer/laqwades (« Aïcha des égouts ») ;
- Aïcha Molat twalit (« Aïcha des toilettes ») ;
- Aïcha Molat s-Sabyan (« Aïcha des enfants ») ;
- Aïcha Molat lamtamer (« Aïcha des grottes ») ;
- Aïcha Molat l-khalyandu (« Aïcha du désert ou du vide ») ;
- Aïcha el-Bahria (« Aïcha la Marine ») ;
- Aïcha el-Hamdouchia (« Aïcha des Hamdacha ») ;
- Aïcha el-Dghoughiya (« Aïcha des Dghougha ») ;
- Aïcha el-Soudaniyya (« Aïcha la Soudanaise ») ;
- Aïcha el Hasnawiya (« Aïcha des Hasnaoua ») ;
- Aïcha Sayha (« Aïcha la Gyrovague ») ;
- Aïcha Rabbaniya (« Aïcha la Divine »).

### Pratiques rituelles
Dans les cultes des Hamadcha et les Gnaoua, des formules invoquent la démone lors de la hadra où elle possède ceux qui entrent en transe. Aïcha Kandisha un personnage ambigu : la croyance populaire lui donne le pouvoir de posséder une personne et d'infliger un mal, mais le titre honorifique lalla indique une sainteté, car elle aide aux exorcismes et aux affaires matrimoniales en qualité de djinn-marabout. Aïcha est noire dans le panthéon gnaoua, d'où le surnom el-Soudaniyya.
Aïcha a un khalwa (bassin de purification) à Moulay Marigh, lieu-dit à trois kilomètres de Ben Yeffou, commune d'Oualidia. Elle est censée guérir de la tabaa (créature maléfique) et du l-'kess (« empêchement ») sous le titre d'Aïcha el-Bahria.

## Postérité

### Musique
- Aisha Kandisha's Jarring Effects : Groupe de musique populaire marocaine créée à Marrakech en 1987 par trois musiciens marocains : Abdou El Shaheed, Habib El Malak et Pat Jabbar.
- Dans son album « L’Étrange fleur » publié en 2007, la pianiste et compositrice Leïla Olivesi  met en musique des poèmes de sa mère en hommage à Aïsha Kandisha[5].
- En 2023, l'artiste Ilyass Elbadaouy, brièvement  connu sous le nom de LOBSÉDÉ, a sorti une chanson intitulée Aisha, extraite de sa mixtape YA LIL YA 3IN. Cette chanson rend hommage au personnage mythique d’Aïsha Kandisha. La musique a été composée par plusieurs producteurs et beatmakers, dont les Marocains INSANNE, AYABEATS, ElMadani, ainsi que le Français Weedlack. Le clip vidéo a été réalisé sous forme de court métrage par Amine Faali, un réalisateur marocain travaillant au Texas, aux États-Unis[6].
- En 2024, Lalla Rami, artiste marocaine dévoile un single intitulé Aïcha Candyshop qui est un jeu de mots entre Aïcha Kandisha et Candyshop, en référence au titre de 50 Cent. Ce morceau aborde la fétichisation et la diabolisation que peuvent subir les femmes trans et racisées, tout en affirmant son identité avec des paroles fortes.7

### Cinéma
- 2010 : Kandisha, film fantastique de Jérôme Cohen-Olivar ;
- 2021 : Kandisha, film d'horreur d'Alexandre Bustillo et Julien Maury.